# Mistrzostwa Świata w Kajakarstwie Górskim 2017
38. Mistrzostwa świata w kajakarstwie górskim odbyły się w dniach 27 września–1 października 2017 roku w Pau (Francja). Zawodnicy rywalizowali ze sobą w dwunastu konkurencjach, w tym ośmiu indywidualnych. Pierwszy raz od 1971 rozegrano konkurencję C-2 mix, nie odbyła się oficjalnie konkurencja C-2 mężczyzn drużynowo (zgłosiły się cztery drużyny, zgodnie z regulaminem powinno wystartować minimum sześć). Całkowicie nową konkurencją było K-1 extreme - kobiet i mężczyzn.

## Klasyfikacja medalowa
| Miejsce | Państwo         | Złoto | Srebro | Brąz | Razem |
| ------- | --------------- | ----- | ------ | ---- | ----- |
| 1       | Czechy          | 3     | 2      | 3    | 8     |
| 2       | Francja         | 2     | 2      | 1    | 5     |
| 3       | Wielka Brytania | 2     | 1      | 0    | 3     |
| 4       | Niemcy          | 2     | 0      | 2    | 4     |
| 5       | Słowacja        | 1     | 3      | 1    | 5     |
| 6       | Australia       | 1     | 1      | 1    | 3     |
| 7       | Słowenia        | 1     | 0      | 2    | 3     |
| 8       | Brazylia        | 0     | 1      | 1    | 2     |
| 9       | Austria         | 0     | 1      | 0    | 1     |
| 9       | Włochy          | 0     | 1      | 0    | 1     |
| 11      | Nowa Zelandia   | 0     | 0      | 1    | 1     |

## Medaliści
| Konkurencja:           | Złoto:                                                               | Srebro:                                                        | Brąz:                                                           |
| C-1 mężczyzn           | Benjamin Savšek                                                      | Alexander Slafkovský                                           | Michal Martikán                                                 |
| C-1 drużynowo mężczyzn | Słowacja · Michal Martikán · Alexander Slafkovský · Matej Beňuš      | Wielka Brytania · Ryan Westley · David Florence · Adam Burgess | Francja · Denis Gargaud Chanut · Edern Le Ruyet · Martin Thomas |
| C-2 mężczyzn           | Francja · Gauthier Klauss · Matthieu Péché                           | Słowacja · Ladislav Škantár · Peter Škantár                    | Niemcy · Robert Behling · Thomas Becker                         |
| K-1 mężczyzn           | Ondřej Tunka                                                         | Vít Přindiš                                                    | Peter Kauzer                                                    |
| K-1 mężczyzn extreme   | Vavřinec Hradilek                                                    | Boris Neveu                                                    | Mike Dawson                                                     |
| K-1 drużynowo mężczyzn | Czechy · Jiří Prskavec · Vít Přindiš · Ondřej Tunka                  | Francja · Matthieu Biazizzo · Boris Neveu · Sebastien Combot   | Słowenia · Peter Kauzer · Martin Srabotnik · Žan Jakše          |
| C-1 kobiet             | Mallory Franklin                                                     | Tereza Fišerová                                                | Ana Sátila                                                      |
| C-1 drużynowo kobiet   | Wielka Brytania · Mallory Franklin · Kimberley Woods · Eilidh Gibson | Australia · Jessica Fox · Rosalyn Lawrence · Noemie Fox        | Czechy · Eva Říhová · Monika Jančová · Tereza Fišerová          |
| K-1 kobiet             | Jessica Fox                                                          | Jana Dukátová                                                  | Ricarda Funk                                                    |
| K-1 extreme kobiet     | Caroline Trompeter                                                   | Ana Sátila                                                     | Amálie Hilgertová                                               |
| K-1 drużynowo kobiet   | Niemcy · Ricarda Funk · Jasmin Schornberg · Lisa Fritsche            | Austria · Lisa Leitner · Corinna Kuhnle · Viktoria Wolffhardt  | Australia · Kate Eckhardt · Rosalyn Lawrence · Jessica Fox      |
| C-2 mix                | Francja · Margaux Henry · Yves Prigent                               | Włochy · Niccolò Ferrari · Stefanie Horn                       | Czechy · Veronika Vojtová · Jan Mašek                           |